# Tiberius Fundel
Tiberius Fundel (* 19. Juli 1897 in Neuburg; † 11. März 1982 in Hayingen) war ein Landtagsabgeordneter von Baden-Württemberg der CDU. Deutschlandweit bekannt geworden ist er durch die sogenannte Affäre Magolsheim.

## Leben
Tiberius Fundel nahm als Soldat am Ersten Weltkrieg teil. Er wurde 1919 Geschäftsführer der Getreidemühle in Indelhausen, das heute zu Hayingen gehört, und bestand 1920 die Prüfung als Müllermeister. 1937 leitete er den Neuaufbau der Mühle.
Fundel zählte 1946 zu den Mitbegründern der CDU in Württemberg-Hohenzollern. Von 1952 bis 1968 war er Mitglied der Verfassunggebenden Landesversammlung und 16 Jahre MdL des Baden-Württembergischen Landtages.
Überregional bekannt wurde Tiberius Fundel dadurch, dass er die 31 Akteure der Affäre Magolsheim im Landtag verteidigte. Sie hatten das von der Nachbargemeinde neuerworbene Haus der Sinti-Familie Kreuz im Juni 1957 über Nacht abgebrochen und waren dafür verurteilt worden. Fundel sagte unter anderem: „Ich brauche nicht besonders hervorzuheben, daß der Aufenthalt einer großen Zigeunerfamilie für ein kleines Albdorf, wie es Magolsheim ist, eine erhebliche und ständige Belästigung darstellt.“ Auf den Zwischenruf des Abgeordneten Oskar Kalbfell, dass „Zigeuner auch Leute sind“, verwies Fundel auf die anstehende Heu- und Getreideernte, „in der sich die Bewohner der betroffenen Gemeinde [Magolsheim] nicht ohne ernstliche Besorgnis auf ihre Felder begeben können“. Außerdem äußerte er die Vermutung, dass „der Aufenthalt von vorläufig nur einer Zigeunerfamilie wahrscheinlich den Zuzug weiterer Familien des Stammes zur Folge haben wird. Bald wird es so weit sein, daß man von dem Zigeunerdorf Magolsheim sprechen wird!“ Zwar seien die Sinti nach dem Grundgesetz gleichberechtigte Bürger unseres Staates, sie könnten sich jedoch nicht ihrer Umgebung anpassen; „diese Fremdstämmigen“ – so Fundel –  leben nach „ganz anderen Gesetzen als unsere eigenen Landleute leben“. Auf den ironischen Zwischenruf des SPD-Abgeordneten Ebert: „Neue Rassengesetze!“ antwortete Fundel: „Das Verhalten der Magolsheimer kann nicht einfach mit einer lässigen Handbewegung als rechtswidrig abgetan werden. Die Moral steht in diesem Falle eindeutig auf Seiten der Magolsheimer.“

## Ehrungen und Auszeichnungen

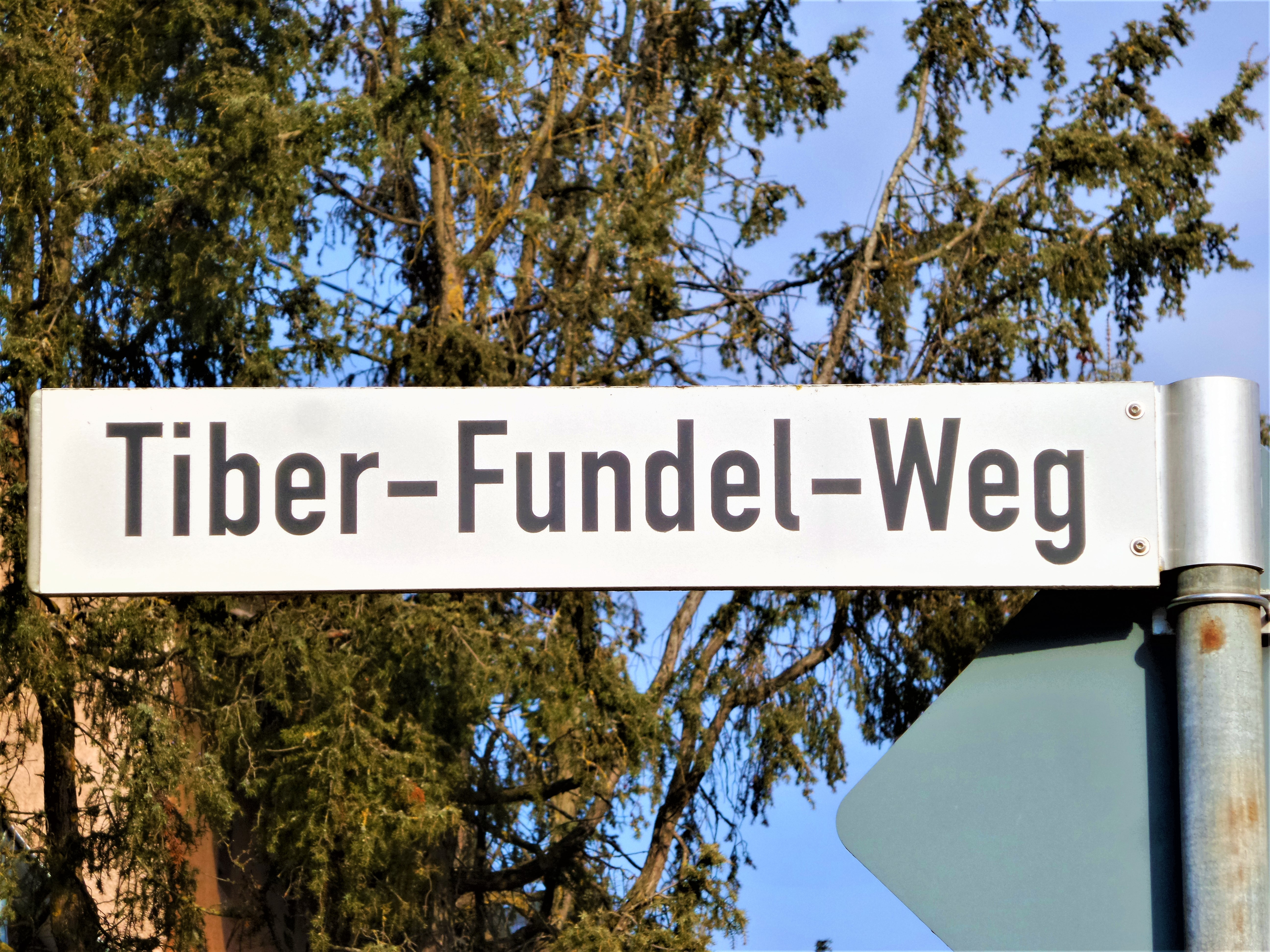
Tiber-Fundel-Weg in Indelhausen

1967 wurde ihm das Große Verdienstkreuz der Bundesrepublik Deutschland verliehen. 1979 erhielt er die Verdienstmedaille des Landes Baden-Württemberg.
In Indelhausen, einem Teilort von Hayingen, ist der Tiber-Fundel-Weg nach ihm benannt. Im Volksmund trug er die Titel König vom Lautertal und de Bere.

## Familie
Sein Sohn Georg Fundel war Bereichsleiter bei der Landesgirokasse Stuttgart und war Geschäftsführer der Flughafen Stuttgart GmbH.